# Hotshot Racing
Hotshot Racing (annoncé initialement sous l'appellation Racing Apex) est un jeu vidéo de course, développé par Lucky Mountain Games en partenariat avec Sumo Digital et édité par Curve Digital, sorti en août 2020 sur PC, Xbox One, PS4 et Nintendo Switch. Le jeu s'inspire des jeux de course typés arcade des années 1990.

## Système de jeu
Le jeu reproduit le style des premiers jeux de course en 3D polygonale des années 1988 à 1992. Les graphismes ont un rendu « low poly,,,, », et l'animation est rendue en 60 images par seconde,,. Le gameplay est de type arcade, peu réaliste : une simple pression sur le bouton « freiner » provoque le dérapage de la voiture dans un crissement de pneus ; une barre de boost se remplit progressivement. Le joueur a la possibilité de gagner de l'argent pendant les courses ou de réussir divers défis, ce qui permet d'acheter ou de déverrouiller des personnalisations pour les voitures et les pilotes. Le jeu propose 16 circuits répartis sur quatre « grand-prix. » Le joueur peut choisir parmi plusieurs personnages, qui possèdent chacun quatre véhicules offrant le compromis typique du genre entre l'accélération, la vitesse de pointe et le drift. Il y a plusieurs modes de jeu : « Grand Prix », Time Trial, « Cops N Robbers » (flics et voleurs), « Drive Or Explode » (roule ou explose). Il est possible de jouer en multijoueur jusqu'à quatre joueurs en écran partagé et en ligne,.

## Développement
Hotshot Racing est né d'une idée de Trevor Ley, un artiste 3D ayant travaillé à Londres pour EA, Sony Computer Entertainment et Rockstar Games, notamment sur des jeux de course des séries Burnout et Midnight Club,,,. Il fonde Lucky Mountain Games en 2010. Le développement de Hotshot Racing s'étire sur presque 10 ans,,. Le jeu s'appelle initialement Racing Apex, utilise le moteur Unity, et est pensé pour supports mobiles. L'accent est mis sur les combats et la destruction des véhicules, dans le style de Chase HQ, et, selon Trevor Ley, les personnages anguleux et les combats de véhicules sont directement repris d'Interstate '76. Le support du jeu devient le PC, et des campagnes de financement participatif sont lancées sur Kickstarter (le 5 avril 2016) et Steam Greenlight. La campagne Kickstarter est annulée le 3 mai suivant. En 2018, Lucky Mountain Games s'allie avec le développeur Sumo Digital, qui amène son expérience dans le jeu de course arcade et un moteur propriétaire. Le jeu est complètement remanié. C'est cette association qui permet enfin à la sortie du jeu de se concrétiser,. Le jeu rappelle et s'inspire par certains aspects de Virtua Racing, Sega Rally, Out Run et OutRun 2, Burnout, Split/Second Velocity, Hard Drivin' et Daytona USA. Le jeu est édité par Curve Digital, et la sortie est prévue pour l'été 2020 sur PC, Xbox One, PS4 et Nintendo Switch.